# Interferometar
Interferometar je mjerni instrument koji elektromagnetske ili mehaničke valove izvora prima s pomoću dvaju ili više objektiva (detektora) pa se s pomoću pruga interferencije valova provode precizna mjerenja. Prvi interferometar primijenio je Thomas Young u pokusu (1805.) kojim je istraživao prirodu svjetlosti. Značajan doprinos razvoju interferometara dao je Albert Abraham Michelson: on je s pomoću interferometra (1877.) pokušao izmjeriti brzinu svjetlosti, te je s Edwardom Williamsom Morleyjem (1887.) dokazao nepostojanje etera. Unaprijedio je i optičke astronomske interforometre kojima je mjerio promjere zvijezda. Polovicom 20. stoljeća, po načelima optičke interferometrije, konstruirani su radiointerferometri sastavljeni od dvaju i više radio teleskopa kojima je izbjegnuta gradnja velikih antena i znatno povećano kutno razlučivanje (dugobazična interferometrija). Danas se optički interferometri široko koriste za brojne namjene u spektroskopiji, astronomiji, fizici, geodeziji i drugim znanostima, industriji i drugo. Ultrazvučni interferometri omogućavaju precizno određivanje brzina ultrazvuka u tekućinama.

## Interferencija valova
Interferencija valova je međudjelovanje dvaju ili više valova (redovito jednake valne duljine) koji istodobno prolaze kroz isti prostor. Zbiva se kod svih valova (mehaničkih, elektromagnetskih, valova na vodi) i općenito kod svih periodičkih gibanja. Amplituda rezultantnoga vala može biti veća ili manja od amplituda pojedinih izvornih valova, što ovisi o odnosu među njihovim fazama. Na primjer dva interferirajuća vala jednake valne duljine, amplitude i faze pojačavaju se, a ako su jedan prema drugom u fazi pomaknuti za polovicu valne duljine, njihovo se djelovanje poništava. Interferencija se može zapaziti samo ako u svakoj točki prostora u kojem se šire interferirajući valovi postoji stalna razlika u fazi među tim valovima (uvjet koherentnosti), jer se time osigurava stalni prostorni raspored minimuma i maksimuma rezultantnoga vala (interferencijska slika). Newtonovi kolobari i pruge interferencije primjeri su interferencijskih slika nastalih slaganjem koherentnih snopova svjetlosti. Budući da razmaci među minimumima i maksimumima interferencijske slike ovise o valnoj duljini interferirajućih valova, moguće je, mjereći te razmake, odrediti valnu duljinu; obrnuto, kada se poznaje valna duljina, mogu se odrediti i razmaci.

### Dugobazična interferometrija
Dugobazična interferometrija ili VLBI (akronim od engl. Very Long Baseline Interferometry: interferometar s vrlo dugačkom bazom) je vrsta astronomske interferometrije, koja se koristi u radio astronomiji,  a predstavlja uporabu međusobno povezanih i pažljivo koordiniranih radio teleskopa razmještenih širom svijeta, tako da djeluju kao jedan. Ona omogućuje istovremeno promatranje s više radio teleskopa, tako da obradom podataka dobijemo promatranje kao da je vršeno jednim radio teleskopom, veličine kao razmak između njih. 
Utvrđivanje postojanja radioizvora, najčešće izvora čiji su signali vrlo slabi i postizanje što veće rezolucije kod radio teleskopa je ograničeno. Zbog povećanja kutnog razlučivanja (rezolucije) i određivanja strukture vrlo slabih izvangalaktičkih radioizvora, astronomi su sredinom 1960-tih, po načelima optičke interferometrije, konstruirali radio interferometre.
Konstrukcijom radiointerferometara, sustava od dva ili više radio teleskopa, duljina baze (udaljenost između antena) jednaka je efektivnom promjeru radio teleskopa. Na taj je način izbjegnuta gradnja velikih antena, a znatno je povećano kutno razlučivanje (rezolucija). U prvim su interferometrijskim mjerenjima (engl. Short Baseline Interferometry – SBI), radiosignali primani prijamnicima s oscilatorom i preko kabela prenošeni u središnju korelacijsku stanicu. Udruživanje teleskopa pri promatranju na primjer kvazara ili praćenju svemirske letjelice Cassini-Huygens prilikom pada u atmosferu Titana, omogućava znatno povećanje razlučivanja.